# Tyrphodelphax albocarinata
Tyrphodelphax albocarinata är en insektsart som först beskrevs av Stsl 1858.  Tyrphodelphax albocarinata ingår i släktet Tyrphodelphax och familjen sporrstritar.
Artens utbredningsområde är Frankrike. Inga underarter finns listade i Catalogue of Life.